# Tempête chez les Figueuleuses
Pour les articles homonymes, voir Tempête (homonymie).
Tempête chez les Figueuleuses est la trente-cinquième histoire de la série Le Scrameustache de Gos et Walt. Elle est publiée pour la première fois du no 3289 au no 3304 du journal Spirou, puis en album en 2001.

## Univers

### Synopsis
Une étrange tempête ravage l'île des Figueuleuses. Des secours sont envoyés et une enquête est ouverte.